# Аргамаков, Амыр Сергеевич
Амыр Сергеевич Аргамаков (род. 9 июля 1994, Бичикту-Боом, Республика Алтай) —  российский военнослужащий, гвардии майор, сенатор Российской Федерации (с 3 октября 2024 года) ― представитель от исполнительной власти Республики Алтай. Вошёл в Комитет Совета Федерации по обороне и безопасности.
Герой Российской Федерации (2024).
С 2022 года принимал участие в российском вторжении на Украину. Герой Российской Федерации (2024). Сенатор Российской Федерации — представитель от исполнительной власти Республики Алтай

## Биография
Родился 9 июля 1994 года в селе Бичикту-Боом Онгудайского района Республики Алтай.
С 2007 года обучался в кадетском классе республиканской школы-интернат № 1 имени Г. К. Жукова города Горно-Алтайск.
С 2013 по 2017 год был курсантом Московского высшего военного командного училища.
После окончания училища на должности командира мотострелкового взвода, затем мотострелковой роты 71-го мотострелкового полка 42-й гвардейской мотострелковой Евпаторийской Краснознамённой дивизии.
В 2018 году участвовал в боевых действиях в Сирии.
С февраля 2022 года принимал участие во вторжении России на Украину. В 2023 году был назначен начальником штаба мотострелкового батальона, дважды награждён орденом Мужества.
9 марта 2024 года назначен Председателем «Союза Ветеранов СВО» по Республике Алтай.
3 октября 2024 года назначен Андреем Турчаком сенатором от республики. Аргамаков стал третьим военным, вошедшим в состав Совета Федерации.

## Награды

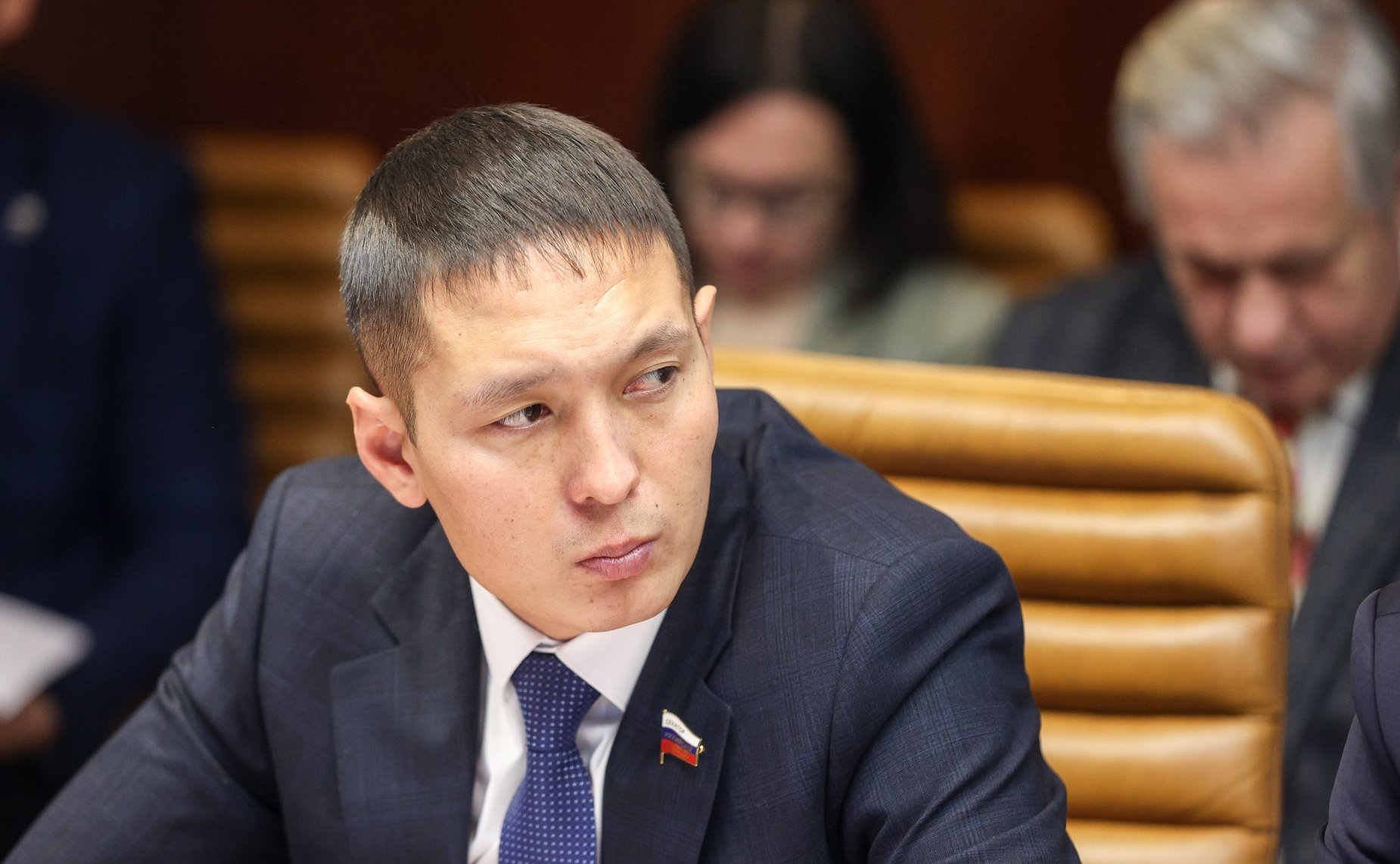
Сенатор Аргамаков на заседании Комитета по обороне и безопасности

Указом Президента России Владимира Путина в январе 2024 года за «мужество и героизм, проявленные при выполнении боевого задания» удостоен звания Героя Российской Федерации.
- орден Мужества (дважды),
- Медаль «За боевые отличия»
- медаль «Участнику военной операции в Сирии»,
- орден «Таҥ Чолмон» (орден «Утренняя Звезда», Республика Алтай)[7].
- Почётный гражданин Онгудайского района[8].